# Klaus-Peter Schmidt-Deguelle
Klaus-Peter Schmidt-Deguelle (* 10. Oktober 1950 in Bergisch Gladbach) ist ein deutscher Journalist und Politikberater. Einem größeren Kreis bekannt wurde er vor allem als persönlicher Berater von Finanzminister Hans Eichel.

## Leben

### Journalist
Als Schüler am Nicolaus-Cusanus-Gymnasiums in Bergisch Gladbach arbeitete er bereits in den Jahren 1970/71 als freier Mitarbeiter für die Lokalredaktion für den Rheinisch-Bergischen-Kreis des Kölner Stadtanzeigers. Nach dem Studium der Volkswirtschaft, Geschichte, Germanistik und Politologie an den Universitäten in Köln, Freiburg im Breisgau und Marburg trat Schmidt-Deguelle im Jahr 1979 in die Redaktion der Berliner Abendschau des damaligen SFB in Berlin ein. Ab Mai 1980 Volontariat beim Hessischen Rundfunks (HR) und danach Reporter im HR-Landesstudio Wiesbaden. 1984 wurde er Leiter der ARD-aktuell-Redaktion des HR in Frankfurt am Main, zu der auch die Tagesschau und die Tagesthemen gehörten. In dieser Funktion war Schmidt-Deguelle auch für die Börsen- und Finanzplatzberichterstattung der ARD verantwortlich. Gemeinsam mit Wilhelm von Sternburg und anderen Kollegen im Wechsel moderierte er ab Januar 1984 mehrere Jahre lang die Nachrichtensendung Drei aktuell um 21:30 Uhr im Dritten Fernsehprogramm des HR. Er berichtete im September 1989 von der Besetzung der deutschen Botschaft in Prag durch Bürger der DDR sowie im November von der „samtenen Revolution“ als Sonderkorrespondent der ARD aus Prag. 1992 koordinierte Klaus-Peter Schmidt-Deguelle die Berichterstattung über den Auftakt der Nahost-Friedensgespräche in Madrid sowie den EU-Gipfel in Lissabon für die ARD. 1993 wurde er Nachrichten-Chef bei VOX und später Chefredakteur des Aufbau-Teams sowie Mitglied der Geschäftsleitung.
Er war zusammen mit Elisabeth Abendroth, Nomi Bubis, Klaus-Rüdiger Metze, Wilhelm von Sternburg, Micha Brumlik, Volker Kühn u. v. a. im September 1992 Mitinitiator des „Frankfurter Aufrufs“ nach den ausländerfeindlichen Pogromen in Hoyerswerda, Rostock-Lichtenhagen und anderswo.

### Politische Tätigkeit
Unter Ministerpräsident Hans Eichel wurde Klaus-Peter Schmidt-Deguelle 1994 Staatssekretär und Sprecher der Hessischen Landesregierung. Diese Funktion hatte er bis April 1999 inne. Schmidt-Deguelle war 1995 auch maßgeblich an der Gründung des Fritz-Bauer-Instituts zur Erforschung der Geschichte und Wirkung des Holocaust beteiligt. Zusammen mit Wissenschaftsministerin Christine Hohmann-Dennhardt vertrat er das Land Hessen bis zum Jahr 1999 im Stiftungsrat des Instituts.
Im Anschluss an seine Funktion als Staatssekretär der Hessischen Landesregierung beriet er die Bundesregierung. Von 1999 bis 2005 war Klaus-Peter Schmidt-Deguelle Berater des Bundesfinanzministeriums sowie persönlicher Berater von Minister Hans Eichel. In dieser Funktion war er ständiger Teilnehmer an allen internationalen Konferenzen (G7/G8, IWF- und Weltbank-Tagungen, EU-Finanzminister- und EU-Ratssitzungen, bilateralen Regierungskonsultationen etc.). In den Jahren 1999 bis 2000 beriet er außerdem das Bundesarbeitsministerium unter Walter Riester sowie gelegentlich das Bundeskanzleramt.

### Politik- und Medien-Berater
Von 2000 bis 2006 war Klaus-Peter Schmidt-Deguelle zusätzlich als selbstständiger Medien-, Politik- und PR-Berater in Berlin und Frankfurt am Main für Behörden, Unternehmens- und Personalberatungsfirmen, die Talk-Redaktionen 'Sabine Christiansen' der ARD und 'Berlin-Mitte' des ZDF, ausländische Botschaften sowie einzelne Unternehmen tätig. 2006 wurde er ‚Associate Partner‘ der WMP EuroCom AG. Vom Januar 2008 bis Dezember 2015 war er ordentliches Mitglied des Vorstands. Bis Ende 2020 war er freier Berater der WMP-AG, der er nach heftigen Streitigkeiten zwischen den Eigentümern und im Aufsichtsrat den Rücken gekehrt hat. Heute ist er wieder selbstständig und hat eine eigene Beratungsgesellschaft in Berlin (SD-Beratung). Seine Firma ist auch in der Medien- und Filmproduktion aktiv. Er berät eigene Mandanten aber auch die Kunden zweier PR- und PA-Agenturen ('Die Himmelssschreiber GmbH' und 'BGA Berlin Global Advisors'), mit denen er vertraglich verbunden ist. Von 2012 bis 2019 beriet er die Generaldirektion Kommunikation sowie einzelne Mitglieder des Direktoriums der Europäischen Zentralbank, von 2014 bis 2016 die 'Deutsche Börse Group' in Frankfurt, von 2016 bis 2020 die Hellenic Bank Association und seit 2020 die Griechisch-Deutsche Handelskammer in Athen, gelegentlich auch die Regierung der Republik Griechenland. Schmidt-Deguelle ist seit dem 1. März 2021 Mitglied des Aufsichtsrates der 'FUSE AG' mit Sitz in Essen.
Des Weiteren ist er ehrenamtlich tätig als:
- Präsident des Rotary Clubs „Berlin – Unter den Linden“ im rot. Jahr 2022/2023
- Sprecher des Kuratoriums der Stiftung Fondazione L’Unione Europea Berlin
- Redaktionsbeirat des Magazins Politik & Kommunikation[11]
- Kuratorium des Serbisch-Deutschen-Forums in Belgrad (bis Ende 2019)
- Jury-Mitglied des Politik-Award
- Mitglied des Beirates der Deutschen Gesellschaft für Politikberatung (de'ge'pol)
- Mitglied des Beirates der Accenture-Stiftung (bis April 2017)

Klaus-Peter Schmidt-Deguelle ist Mitglied der SPD.

## Veröffentlichungen (Auswahl)
- Mehr als nur reaktives Handeln – Die Praxis der Medienberatung. In: Frank Nullmeier/Thomas Saretzky (Hrsg.): Jenseits des Regierungsalltags – Strategiefähigkeit politischer Parteien 2002. Campus Verlag. ISBN 978-3-593-37017-0
- Provozieren und Popularisieren als tägliche Politikerpflicht. In: Lothar Rolke u. Volker Wolff (Hrsg.): Die Meinungsmacher in der Mediengesellschaft. VS Verlag für Sozialwissenschaften, 2003. ISBN 978-3-531-14089-6
- Effektive Vermittlung von politischen Inhalten. In: Mehr Wert durch Beratung? Qualität in Politikberatung und politischer Kommunikation – Dokumentation der Friedrich Ebert Stiftung, August 2005
- Schüttelfrost beim Machtentzug. In: Bernhard Pörksen und Wolfgang Krischke (Hrsg.): Die Casting-Gesellschaft. Die Sucht nach Aufmerksamkeit und das Tribunal der Medien. Herbert von Halem Verlag 2012. ISBN 978-3-86962-080-0